# Гай Навтий Рутил (консул 287 года до н. э.)
Гай Навтий Рутил (лат. Gaius Nautius Rutilus; IV—III века до н. э.) — римский политический деятель из патрицианского рода Навтиев, консул 287 года до н. э.
Коллегой Гая Навтия по консульству стал плебей Марк Клавдий Марцелл. В тот год Квинт Гортензий стал диктатором и принял свой закон, уравнявший плебеев в правах с патрициями.